# 김건모의 스피드
"김건모의 스피드"(Kim Keon Mo's Speed)는 한국에서 제작된 정인엽 감독의 1997년 코미디 영화이다. 이효진 등이 출연하였고 김진문 등이 제작에 참여하였다.

## 출연

### 주연
- 이효진
- 김지원
- 김산내
- 김건모 - 김건모 역

### 출연
- 이신
- 황유경
- 오인영
- 박정곤
- 오홍석
- 줄리 마크론